# Anomaloglossinae
Anomaloglossinae Grant, Frost, Caldwell, Gagliardo, Haddad, Kok, Means, Noonan, Schargel, and Wheeler, 2006 è una sottofamiglia di anfibi Anuri della famiglia degli Aromobatidi.

## Distribuzione
Le specie di questa sottofamiglia si trovano in Sudamerica, più precisamente negli stati: Guyana, Suriname, Guyana francese, Venezuela, Colombia e Brasile.

## Tassonomia
La sottofamiglia comprende 34 specie raggruppate in due generi:
- Anomaloglossus Grant, Frost, Caldwell, Gagliardo, Haddad, Kok, Means, Noonan, Schargel, and Wheeler, 2006 (32 sp.)
- Rheobates Grant, Frost, Caldwell, Gagliardo, Haddad, Kok, Means, Noonan, Schargel, and Wheeler, 2006 (2 sp.)